# Piazza pulita
Pour plus de détails, voir Fiche technique et Distribution.
Piazza pulita  est un film de gangster américano-italien réalisé par Luigi Vanzi, et sorti en 1973. 

## Synopsis
En 1931 aux États-Unis, alors qu'à la fin de la prohibition les principaux parrains de la mafia se sont partagé le territoire à exploiter, la famille de l'un d'entre eux - tué dans une bagarre - décide d'envoyer en Sicile un demi-million de dollars caché dans le corps du défunt. Pour ce faire, il engage Pete Di Benedetto, un tueur à gages autrefois au service d'Al Capone mais aujourd'hui délaissé par la pègre new-yorkaise. Le jeune homme ambitieux, déterminé à exploiter cette opportunité, s'assure l'aide de Polese, le parrain de Farmington, en Virginie-Occidentale. Polese exécute un casse avec ses hommes, mais ridiculise Pete qui riposte promptement en capturant Perla, la femme du parrain, et en exigeant la livraison de tout le butin comme rançon pour la prisonnière. Polese parvient à rattraper le tueur solitaire et le punit violemment. Perla, retournant sur le site pour enterrer son ancien geôlier déshonoré, le retrouve vivant et le confie à un fermier. La nuit de Noël, Pete rattrape Polese et ses hommes dans la cachette et les massacre tous. Mais, mortellement blessé par le même adversaire, il demande en vain l'aide de la survivante Perla, qui s'en va avec le fardeau sanglant des dollars. 

## Fiche technique
- Titre original italien : Piazza pulita[1] (litt. « Le grand ménage »)
- Titre américain : Pete, Pearl & the Pole
- Réalisation : Luigi Vanzi (sous le nom de « Vance Lewis »)
- Scénario : Tony Anthony, Norman Thaddeus Vane (en)[1].
- Photographie : Riccardo Pallottini (it)
- Montage : Roberto Perpignani (it)
- Décors : Gastone Carsetti
- Musique : Louis Armstrong
- Costumes : Marilù Carteny
- Société de production : ABKCO Films
- Pays de production :  Italie
- Langue originale : italien
- Format : Couleur par Eastmancolor - 2,35:1 - Son mono - 35 mm
- Genre : film de gangster
- Durée : 88 minutes
- Dates de sortie :
  - Italie : 3 mars 1973
  - États-Unis : 6 janvier 1974 (Bismarck, Dakota du Nord)

## Distribution
- Tony Anthony : Pete Di Benedetto
- Adolfo Celi : Polonais
- Lucretia Love : Perla
- Corrado Gaipa : le parrain de la mafia
- Richard Conte : Bruno
- Lionel Stander : Sparks
- Irène Papas : donna Mimma
- Raf Baldassarre (non crédité) : Ralph

## Production
Le film a été tourné aux studios romain Incir De Paolis ainsi qu'en extérieur avec un financement partiellement américain.
Le film est né d'un scénario écrit par l'acteur Tony Anthony, avec lequel le réalisateur Luigi Vanzi avait déjà tourné la série de westerns spaghettis L'Étranger (Un dollar entre les dents, Un homme, un cheval et un pistolet et Le Cavalier et le Samouraï). C'était le dernier film de Vanzi. 